# Barpeta Road
Barpeta Road är en ort i Indien.   Den ligger i distriktet Barpeta och delstaten Assam, i den östra delen av landet, 1 400 km öster om huvudstaden New Delhi. Barpeta Road ligger 49 meter över havet och antalet invånare är 35 281.
Terrängen runt Barpeta Road är mycket platt. Runt Barpeta Road är det tätbefolkat, med 511 invånare per kvadratkilometer. Barpeta Road är det största samhället i trakten. Trakten runt Barpeta Road består till största delen av jordbruksmark.